# Sabbia
Sabbia település Olaszországban, Vercelli megyében. Lakosainak száma 54 fő (2018. január 1.). Sabbia Cravagliana, Valstrona és Varallo Sesia községekkel határos.

## Népesség
A település népességének változása:

| 2017 | 58 |
| 2018 | 54 |